# Compbach
Der Compbach ist ein Bach im Bonner Stadtbezirk Bad Godesberg. Seine Gesamtlänge beträgt 1,21 Kilometer, sein Einzugsbereich umfasst 0,8 Quadratkilometer.

## Verlauf
Der Bach trennt den Siedlungsraum von einem angrenzenden Waldgebiet. Über fast seinen gesamten Verlauf bildet er die Grenze zwischen der Stadt Bonn und der Gemeinde Wachtberg. Er verfügt über eine artenreiche Fauna und beherbergt seltene, gefährdete Arten. Er ist ein typischer Lebensraum für Amphibienlarven.